# Dębieńsko

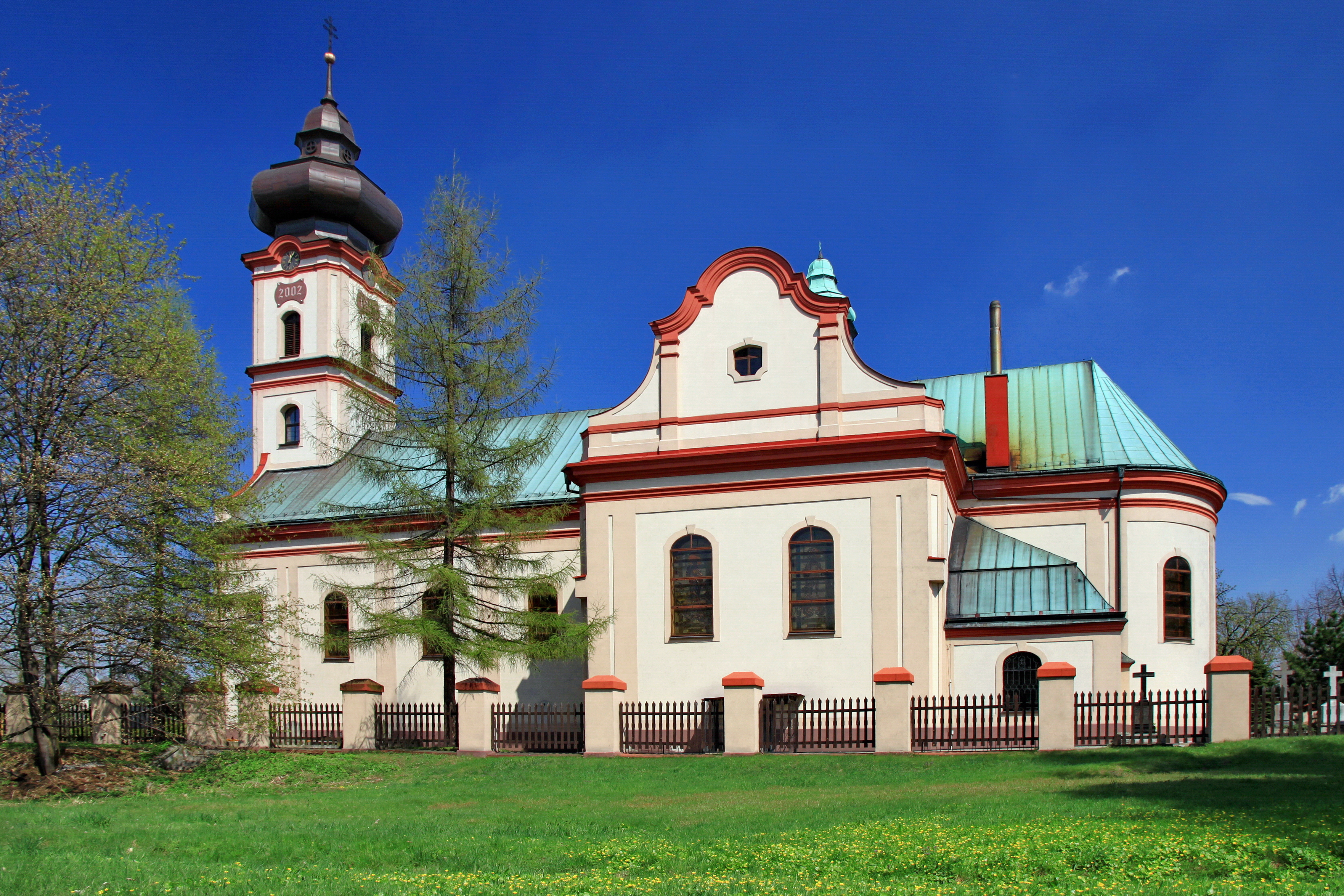
Nhà thờ Saint George, được xây dựng vào năm 1798-1800

Dębieńsko (tiếng Đức: Dubensko) là một dzielnica (quận) của Czerwionka-Leszczyny, Silesian Voivodeship, miền nam Ba Lan. Đó là một ngôi làng độc lập, nhưng đã trở thành một phần hành chính của Leszczyny vào năm 1977, đổi tên thành Czerwionka-Leszczyny vào năm 1992. Nó có diện tích 15,01 km 2.
Trong lịch sử Dębieńsko được chia thành hai thành phố:
- Dębieńsko Stare (tiếng Đức: Alt Dubensko, lit. Old Dębieńsko),
- Dębieńsko Wielkie (tiếng Đức: Gross Dubensko, lit. Great Dębieńsko);

## Lịch sử
Đây là một trong những khu định cư lâu đời nhất trong khu vực, Czerwionka, Leszczyny, Ciosek và Ornontowice được thành lập tại khu vực biên giới ban đầu của Dębieńsko.
Ngôi làng lần đầu tiên được đề cập vào năm 1306. Nó đã trở thành một khu hành chính của một người Công giáo giáo xứ trong giáo hạt Żory thuộc Giáo Phận Wrocław, đề cập đến vào năm 1335 với tên gọi Dambin trong một sổ đăng ký không thanh toán đầy đủ của Peter's Pence, bởi Galhard de Carceribus.
Về mặt chính trị, ngôi làng thuộc về Lãnh địa Racibórz, bên trong Ba Lan bị chia cắt thời phong kiến. Năm 1327, lãnh địa trở thành một thái ấp của Vương quốc Bohemia, sau năm 1526 trở thành một phần của chế độ quân chủ Habsburg. Sau chiến tranh Silesian, nó trở thành một phần của Vương quốc Phổ.
Sau Thế chiến I ở Thượng Silesia plebiscite 461 trong số 586 cử tri ở Stare Dębieńsko (Alt Dubensko) đã bỏ phiếu ủng hộ việc khu vực này gia nhập Ba Lan, chống lại 125 phiếu cho Đức, trong khi ở Dębieńsko Wielkie (Gross Dubensko, manor) là 31 phiếu chống. Ngôi làng trở thành một phần của Silesian Voivodeship tự trị ở Cộng hòa Ba Lan Đệ nhị. Sau đó nó bị Đức Quốc xã thôn tính vào đầu Thế chiến II. Sau chiến tranh, nó đã được khôi phục lại lãnh thổ Ba Lan.
Trong những năm 1945-1954 Dębieńsko Stare cùng với Dębieńsko Wielkie đã thành lập một gmina. Vào năm 1973, gmina không được thành lập lại, thay vào đó Dębieńsko trở thành một phần của gmina Ornontowice, sau đó nó được Leszczyny (sau đổi tên thành Czerwionka-Leszczyny).